# Simulium wutaishanense
Simulium wutaishanense är en tvåvingeart som beskrevs av Shu Wen An och Ge 2003. Simulium wutaishanense ingår i släktet Simulium och familjen knott. Inga underarter finns listade i Catalogue of Life.